# Mémoires d'une survivante (film)
Pour plus de détails, voir Fiche technique et Distribution.
Mémoires d’une survivante (Memoirs of a Survivor) est un film britannique réalisé par David Gladwell, sorti en 1981. C'est une adaptation du roman Mémoires d'une survivante de Doris Lessing.

## Synopsis
Dans un futur dystopique où la société s'est effondrée et où la loi de la jungle règne dans les rues, D tente de survivre. Alors que les habitants fuient peu à peu la ville, on lui impose d'accueillir une jeune fille chez elle, Emily. Celle-ci se lie avec une bande de jeunes errants qui s'efforcent de venir en aide aux adolescents et aux enfants du quartier, notamment un groupe d'enfants sauvages qui vivent dans des sous-sols et n'ont même pas l'usage de la parole. Ensemble ils reconstituent une société qui survit de récupérations et de culture de la terre.
Quant elle n'est pas en prise avec la réalité qui l'entoure, D se réfugie dans l'appartement délabré d'à côté dans lequel elle pénètre en traversant le mur mitoyen du sien. Elle assiste à des scènes de la vie d'une famille du 19è siècle qui habitait probablement l'appartement avant que celui-ci ne soit abandonné. Le film se termine quand D, Emily et le groupe de jeunes s'évadent une dernière fois vers l'appartement d'à côté en traversant le mur.

## Fiche technique
- Titre : Mémoires d’une survivante
- Titre original : Memoirs of a Survivor
- Réalisation : David Gladwell
- Scénario : David Gladwell et Kerry Crabbe d'après le roman Mémoires d'une survivante de Doris Lessing
- Production : Penny Clark et Michael Medwin
- Musique : Mike Thorne
- Photographie : Walter Lassally
- Montage : Bill Shapter
- Pays d'origine : Royaume-Uni
- Format : Couleurs - 1,85:1 - Mono
- Genre : Science-fiction
- Durée : 115 minutes
- Date de sortie : 1981

## Distribution
- Julie Christie : 'D'
- Christopher Guard : Gerald
- Leonie Mellinger : Emily Mary Cartwright
- Debbie Hutchings : June
- Nigel Hawthorne : Père
- Pat Keen : Mère